# Seksuologie
Seksuologie is de wetenschap van seksualiteit. Deze wetenschap haalt haar kennis uit verschillende andere disciplines. Seksuologie behandelt zowel de normale als de abnormale seksualiteit.

## Geschiedenis
Rond 1900 begon de opmars van de seksuologie. 1906 wordt gezien als het geboortejaar van de seksuologie; vanaf dat jaar is de ontwikkeling van de seksuologie als wetenschap zeer snel gegaan. In 1907 schreef de Duitse arts Iwan Bloch een baanbrekend boek over dit onderwerp met de titel  Das Sexualleben unserer Zeit. Bloch propageerde daarin, dat het verschijnsel seksualiteit niet alleen onderwerp moet zijn van medisch wetenschappelijk onderzoek, maar dat de bestudering ervan – ook multidisciplinair, interactief – mede onderdeel is van andere takken van wetenschap, zoals biologie, antropologie enz. Er verschenen seksuologische tijdschriften en er werden seksuologische verenigingen opgericht. In de jaren zestig en zeventig voltrok zich de seksuele revolutie die zorgde voor grote veranderingen op het gebied van de beleving, praktisering en morele beoordeling van seksualiteit. In het onderwijs werd seksuologie langzaam ingevoerd. Eind jaren tachtig verscheen het eerste leerboek over seksuologie voor artsen in opleiding, een decennium later  ook voor een breder publiek.
Door de jaren heen hebben er verschuivingen plaatsgevonden in de behandelaars: eerst was met name de psychoanalytisch georiënteerde psychiater in beeld, later verschoof het zwaartepunt naar de klinisch psycholoog en vooral als deze gericht is op gedragstherapie.